# 522e régiment de chars de combat
Le 522e régiment de chars de combat est un régiment de chars de combat de l’Armée française, actif pendant l'entre-deux-guerres.

## Création et différentes dénominations
- 1924 : création du 522e régiment de chars de combat
- 1927 : dissous

## Chefs de corps
- 1924 : colonel Brunet[1]

## Historique
Créé en 1924, le 522e régiment de chars de combatest en garnison à la caserne Richepanse à Rouen. Équipé de chars Renault FT, il est dissous le 24 octobre 1927,.

## Étendard
L'étendard du régiment ne porte aucune inscription.